# ستيفن روزنبرغ
ستيفن روزنبرغ (بالإنجليزية: Steven Rosenberg)‏ هو جراح أمريكي، ولد في 2 أغسطس 1940 في نيويورك في الولايات المتحدة.

## وصلات خارجية
- ستيفن روزنبرغ على موقع مونزينجر (الألمانية)